# Rumoride
Rumoride   (segle IV - segle V) va ser un oficial i un polític romà de finals del segle IV i inicis del segle V. Va ser nomenat cònsol l'any 403 per la part occidental.

## Biografia
Rumoride és d'origen franc com els generals Arbogast i Bautó. El seu nom està llatinitzat i podria provenir de la paraula germànica rum, que significa glòria. Les inscripcions relacionades amb la seva ortografia mostren diverses variacions, com ara Romodorus.
Ambròs, bisbe de Milà, descriu Rumoride en una carta a Eugeni com algú que havia conservat la pràctica del paganisme des de la seva infància.

### Carrera política
Rumoride va començar la seva carrera com a oficial. Una inscripció del seu nom trobada en un maó a Tràcia pot indicar que va ser destinat a aquella regió en algun moment, potser al principi de la seva carrera.
Segons un extracte d'una carta d'Ambròs de Milà, Rumoride va esdevenir magister militum durant el regnat de l'emperador Valentinià II l'any 384. Igual que Bautó, un altre oficial d'origen franc i religió pagana, va romandre lleial a l'emperador Valentinià II i a la seva mare, l'emperadriu Justina, durant la usurpació de Màxim del 384 al 388. Els dos generals van ser encarregats pel regent de vigilar el pas dels Alps d'una possible invasió d'Itàlia per part dels exèrcits de Màxim.
Ambròs de Milà indica que Rumoride hauria assistit amb Bautó a la lectura d'una petició que sol·licitava la restauració de l'altar de la Victòria al recinte de la Cúria Júlia mentre assistia al consistori. Igual que Bautó, es diu que Rumoride va parlar a favor de la seva reinstauració.
L'historiador Bernard Pyne Grenfell especula que Rumoride podria haver estat cridat durant la primera invasió d'Itàlia per part d'Alaric l'any 400, i podria haver jugat un paper en la derrota del rei visigot l'any 402. Tanmateix, Claudià, el panegirista d'Estilicó, no esmenta Rumoride, cosa que podria indicar una enemistat entre els dos generals.
L'any següent, el 403, Rumoride va ser nomenat cònsol per a la part occidental al mateix temps que Teodosi II, que aleshores tenia 7 anys, per a la part oriental.